# Semecarpus longipes
Semecarpus longipes är en sumakväxtart som beskrevs av A.J.G.H. Kostermans. Semecarpus longipes ingår i släktet Semecarpus och familjen sumakväxter. Inga underarter finns listade i Catalogue of Life.